# Châteaux de France (film)
Pour plus de détails, voir Fiche technique et Distribution.
Châteaux de France est un court métrage français d'Alain Resnais sorti en 1948.

## Fiche Technique
- Réalisation et scénario : Alain Resnais
- Tournage :  France
- Société de production : Ciné-Grimm
- Format : Couleur
- Genre : Court métrage documentaire